# Foramen infraorbitale

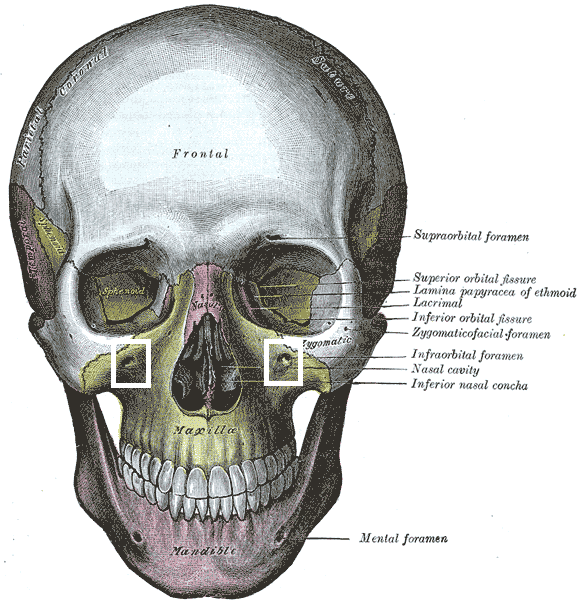
A koponya szemből (a két fehér négyzet jelöli a lyukakat)

A foramen infraorbitale egy lyuk a koponyán (cranium), mely a felső állcsont elülső felszínén (facies anterior corporis maxillae) található a fossa canina felett. Ez a lyuk a canalis infraorbitalis végződése. Itt fut keresztül az arteria infraorbitalis és a nervus infraorbitalis.